# Trogon cuablanc
El trogon cuablanc (Trogon chionurus) és una espècie d'ocell de la família dels trogònids (Trogonidae) que habita zones boscoses a les terres baixes de Panamà, Colòmbia i l'Equador.